# توماس کلگورن
توماس کلگورن (انگلیسی: Thomas Cleghorn؛ زادهٔ ژوئن ۱۸۷۱) بازیکن فوتبال اهل پادشاهی متحد بریتانیای کبیر و ایرلند است.
از باشگاه‌هایی که در آن بازی کرده‌است می‌توان به باشگاه فوتبال بلکبرن روورز، باشگاه فوتبال لیورپول، باشگاه فوتبال پورتسموث، و باشگاه فوتبال پلیموث آرگیل اشاره کرد.